# Državna cesta D10
Državna cesta D10 (bivši naziv: Autocesta A12) je brza cesta u Hrvatskoj u izgradnji od čvorišta Sveta Helena (A4) preko Vrbovca, Križevaca i Koprivnice do graničnog prijelaza s Mađarskom Gola.

## Projektiranje
Planirana dužina ceste iznosi 86,4 km. Projekt je podijeljen na pet dionica i gradnja ceste počinje na dionici Gradec-Sokolovac, poddionici Gradec-Kloštar Vojakovački, dužine 20 kilometara te ukupne vrijednosti radova 1,17 milijardi kuna. Radovi su službeno otvoreni 27. travnja 2009. godine.

## Izlazi i gradovi
| Županija                        | km   | Izlaz                      | Naziv                           | Odredište                       | Napomena                                                                                                |
| ------------------------------- | ---- | -------------------------- | ------------------------------- | ------------------------------- | --- |
| Zagrebačka županija             | 0,0  |                            | Sveta Helena                    | A4 · Ž3016                      | Poveznica prema Zagrebu, Varaždinu (preko A4) i Rakovcu, Sveti Heleni i Donjoj Zelini ( ) (preko Ž3016) |
| Zagrebačka županija             | 8,0  | 1                          | Vrbovec 1                       | D41 · Ž3034                     | Poveznica prema Vrbovcu (preko Luke), Križevcima i Koprivnici (preko ) i Dugom Selu (preko Ž3034)       |
| Zagrebačka županija             | 10,8 | Prometni znak Parkiralište | Odmorište Luka                  | Odmorište Luka                  | Odmorište Luka                                                                                          |
| Zagrebačka županija             | 12,9 | 2                          | Prilesje                        | Ž3079                           | Južna poveznica prema Vrbovcu                                                                           |
| Zagrebačka županija             | 16,2 | 3                          | Dubrava                         | D26 · Ž3288                     | Jugoistočna poveznica prema Vrbovcu (preko Ž3288) i poveznica prema Čazmi i Garešnici (preko )          |
| Zagrebačka županija             | 21,0 | 4                          | Vrbovec 2                       | D12                             | Poveznica prema Bjelovaru preko                                                                         |
| Zagrebačka županija             | 24,0 | 5                          | Gradec                          | D28 · Ž3052                     | Poveznica prema Vrbovcu preko Ž3052                                                                     |
| Koprivničko-križevačka županija | 35,0 | 6                          | Križevci                        | D22                             | Poveznica prema Križevcima preko                                                                        |
| Koprivničko-križevačka županija | xx,x | 7                          | Lemeš Križevački                |                                 | Poveznica prema Lemešu Križevačkom                                                                      |
| Koprivničko-križevačka županija | xx,x | 8                          | Sokolovac                       | Ž2181                           | Poveznica prema Koprivnici preko                                                                        |
| Koprivničko-križevačka županija | xx,x | 9                          | Koprivnica                      |                                 | |
| Koprivničko-križevačka županija | xx,x | 10                         | Sigetec                         |                                 | |
| Koprivničko-križevačka županija | xx,x | 11                         | Gola                            |                                 | |
| Koprivničko-križevačka županija | 86,4 | Granični prijelaz          | G.P. Gola (granica s Mađarskom) | G.P. Gola (granica s Mađarskom) | G.P. Gola (granica s Mađarskom)                                                                         |

| Legenda | Legenda     |
| ------- | ----------- |
|         | U izgradnji |
|         | Planirano   |

## Vanjske poveznice
- Bivša autocesta A12 na stranicama Hrvatske udruge koncesionara za autoceste s naplatom cestarine  Arhivirana inačica izvorne stranice od 24. rujna 2015. (Wayback Machine)